# Weather (album Tycho)
Weather – piąty album studyjny (lub szósty, jeśli liczyć Sunrise Projector jako debiut) Tycho, wydany 12 lipca 2019 roku przez wytwórnie muzyczne Mom + Pop Music i Ninja Tune.
Był drugim albumem Tycho, który został nominowany do nagrody Grammy.

## Historia i muzyka albumu
Ewoluując z inspirowanego muzyką Boards of Canada solowego projektu w pełni rozwinięty zespół koncertowy około 2010 roku, Tycho nieustannie udoskonalał swój rozpoznawalny styl instrumentalnej, elektronicznej muzyki pop z wyrazistymi bitami, dźwięcznymi gitarami i porywającymi melodiami. Swój piąty album Weather uczynił bardziej przystępnym, utrzymując wszystkie utwory granicach trzech lub czterech minut każdy i po raz pierwszy dodając teksty, których interpretację powierzył 22-letniej wokalistce Hannah Cottrell (występującej pod pseudonimem Saint Sinner). Śpiewając większość z ośmiu utworów nadała ona albumowi element spójności.

Chciałem w końcu spełnić to, co było moją wizją od samego początku, włączyć najbardziej organiczny instrument ze wszystkich, ludzki głos

### Nominacja do nagrody Grammy
Album Weather został nominowany do 62. edycji Grammy w kategorii: Best Electronic/Dance Album (nagrodę zdobył album No Geography zespołu The Chemical Brothers).

## Lista utworów
Zestaw utworów na płycie CD i na digital download:
| 1. | Easy                                  | 3:27  |
|    |                                       |       |
| 2. | Pink & Blue Featuring – Saint Sinner  | 4:19  |
|    |                                       |       |
| 3. | Japan Featuring – Saint Sinner        | 3:18  |
|    |                                       |       |
| 4. | Into The Woods                        | 4:02  |
|    |                                       |       |
| 5. | Skate Featuring – Saint Sinner        | 3:07  |
|    |                                       |       |
| 6. | For How Long Featuring – Saint Sinner | 3:00  |
|    |                                       |       |
| 7. | No Stress Featuring – Saint Sinner    | 3:49  |
|    |                                       |       |
| 8. | Weather                               | 4:14  |
|    |                                       |       |
|    |                                       | 29:16 |
|    |                                       |       |
- Scott Hansen – autor tekstów, wykonawca, kompozytor, producent, inżynier nagrań, aranżer, projektant, fotografia
- Zac Brown – aranżer, dodatkowy producent, gitara basowa, gitara rytmiczna, autor tekstów, gitara
- Rory O'Connor – perkusja
- Count – miksowanie, współproducent, aranżer
- Saint Sinner – gościnnie, wokal
- Hannah Cottrell, Moses Elias – teksty[5]

## Odbiór

### Krytyczny
| Oceny łączne    | Oceny łączne |
| Publikacja      | Ocena        |
| --------------- | ------------ |
| AnyDecentMusic? | 6.9/10       |
| Metacritic      | 76/100       |
| Recenzje        |              |
| Publikacja      | Ocena        |
| AllMusic        | [ 1 ]        |
| Clash           | 8/10         |
| Exclaim!        | 9/10         |
| musicOMH        | [ 10 ]       |
| Paste           | 7/10         |
| PopMatters      | 7/10         |
| RYM             | 2.62/5       |
| Sputnikmusic    | 3/5          |
| The Skinny      | [ 14 ]       |

Album otrzymał ogólnie korzystne recenzje na podstawie 10 recenzji krytycznych.
Paul Simpson z AllMusic ocenił album jako „nieskazitelnie dopracowany, jak również rozpoznawalny, a jednocześnie na tyle gładki i na tyle niewymagający, że można go słuchać wielokrotnie jako tło”. Dodanie wokalu Cottrell okazało się według niego idealnym rozwiązaniem, ponieważ nadało muzyce albumu więcej „ludzkiego dotyku”. Teksty wokalistki „są wystarczająco introspekcyjne, aby dotknąć wrażliwej strony ludzkich emocji, nie będąc przy tym intensywnym aktem poszukiwania duszy”.
Na role Cottrell zwrócił też uwagę Dylan Barnabe z magazynu Exclaim!, dając jako przykład utwory „Pink & Blue” i „No Stress”, które jego zdaniem płynnie i z dbałością o szczegóły wtopiły się w twórczość Tycho sprawiając wrażenie, jakby Cottrell była w jakiś sposób od zawsze częścią jego zespołu. Jej głos wniósł do muzyki bezpośrednią intymność i młodzieńczą żywiołowość, co uwidoczniło się także w warstwie znaczeniowej tekstów. Wokalistka w „przemyślany sposób wyartykułowała tęsknotę, miłość i przemianę w sposób, który nawiązuje do ludzkiego doświadczenia, łączącego wszystkich ludzi”.
Kolejnym recenzentem, który zwrócił uwagę na nową wokalistkę zespołu Tycho, był Saby Reyes-Kulkarni. Zamysł Hansena wysunięcia na pierwszy plan wokali Saint Sinner (Hannah Cottrell) ocenił jako „najbardziej rewolucyjny krok ze wszystkich”. Według niego przez większość czasu Cottrell skutecznie chroni słuchacza przed wpadnięciem w słuchową mgłę, która stała się znakiem rozpoznawczym Hansena. „Cottrell z pewnością nadaje muzyce dramatyczne uniesienie. Nie tylko wnosi bardzo potrzebną iskrę tęsknoty, ale także dodaje ujmujący dotyk przyziemności”. Na koniec zauważa, iż „Hansen i powracający współproducent/basista Zac Brown stworzyli prawdopodobnie najbardziej zróżnicowaną kolekcję podkładów, a jednocześnie udało im się stworzyć najbardziej spójny i kompletny album w dyskografii Tycho”.
Według Bena Devlina z musicOMH wprowadzenie wokalu do muzyki albumu przyniosło nieco mieszane efekty, natomiast trzy z instrumentalne utwory ocenił jako „pyszny kąsek słodyczy dla ucha”. Podsumowując stwierdził, iż „problemy pojawiają się w momencie, gdy album zaczyna brzmieć jak płyta Saint Sinner wyprodukowana przez Tycho, ale nadal jest on [album] warty wysłuchania dla tych, którzy cenią sobie nieskazitelne dźwiękowe pejzaże”. 
Skojarzenia, iż Weather brzmi jak płyta Saint Sinner wyprodukowana przez Tycho, nasunęły się również Valerie Magan z magazynu Clash: „Głos muzycznej partnerki Scotta Hansena, Hannah Cottrell / Saint Sinner, wypełnia puste przestrzenie pomiędzy wyimaginowanymi wersami, pomiędzy falami, przepływami i zakrętami technicznej muzyki, która czasami może wydawać się bezosobowa. Płyta ta wyznacza początek punktu zwrotnego dla nich obojga. 'Pink And Blue' wprowadza odległe, pieniste syntezatory z odnowionym wigorem, odnajdując świeży początek w pięknym falsecie z lekką, leniwą melodią”. Tycho to muzyk znany ze „zręcznego mistrzostwa w tworzeniu genialnych ambientowych pejzaży dźwiękowych z czystych programów komputerowych”, zaś jego najnowsze wydawnictwo „oferuje mnóstwo bogatych faktur słuchowych, które czynią z niego cudowny, mały ambient-indie-popowy album”.
„Pod wieloma względami Weather jest odważnym albumem jak na Tycho” – stwierdza PopMatters w redakcyjnej recenzji albumu dodając: „Można by mu wybaczyć, że kontynuuje to samo co na Awake i Epoch, tworząc poruszające, downbeatowe instrumentalne kompozycje. Jednakże Tycho zdecydował się na znacznie bardziej zespołowe podejście, angażując Cottrell i czyniąc z niej główną bohaterkę utworów. W konsekwencji pokazuje, że może zawrzeć wszystkie swoje charakterystyczne elementy w tradycyjnej popowej strukturze bez konieczności rezygnacji z tych podstawowych, charakterystycznych elementów, które czynią go tak innowacyjnym i intrygującym artystą.
William Lewis z Glide Magazine ocenia, iż „[muzycy] Tycho potrzebowali czegoś nowego, Weather jest odważnym krokiem naprzód i z pewnością niedługo uda im się osiągnąć właściwą równowagę”.

### Listy tygodniowe
| Kraj              | Lista                       | Pozycja |
| ----------------- | --------------------------- | ------- |
| Stany Zjednoczone | Billboard 200               | 132     |
| Stany Zjednoczone | Dance/Electronic Albums     | 3       |
| Stany Zjednoczone | Independent Albums          | 4       |
| Stany Zjednoczone | Top Album Sales             | 39      |
| Stany Zjednoczone | Vinyl Albums                | 5       |
| Wielka Brytania   | UK Independent Albums Chart | 17      |